# Trophée Eric Bompard 2014
Trophée Eric Bompard 2014 è stata la quinta delle sette competizioni che fanno parte del Grand Prix 2014-2015. Si è svolta dal 21 al 23 novembre 2014 a Bordeaux, in Francia. Le medaglie sono state assegnate nelle discipline del singolo maschile, singolo femminile, coppie e danza su ghiaccio. I pattinatori migliori guadagneranno punti qualificanti per la finale del Grand Prix che si svolgerà a Barcellona, in Spagna.

## Risultati

### Singolo maschile
| Posizione | Nome              | Nazionalità | Punteggio totale | Programma corto | Programma corto | Programma libero | Programma libero |
| --------- | ----------------- | ----------- | ---------------- | --------------- | --------------- | ---------------- | ---------------- |
| 1         | Maksim Kovtun     | Russia      | 243.35           | 6               | 77.11           | 1                | 166.24           |
| 2         | Tatsuki Machida   | Giappone    | 237.74           | 2               | 88.70           | 2                | 149.04           |
| 3         | Denïs Ten         | Kazakistan  | 236.28           | 1               | 91.78           | 5                | 144.50           |
| 4         | Konstantin Menšov | Russia      | 233.22           | 3               | 87.47           | 4                | 145.75           |
| 5         | Adam Rippon       | Stati Uniti | 225.42           | 7               | 76.98           | 3                | 148.44           |
| 6         | Ad'jan Pitkeev    | Russia      | 219.38           | 8               | 76.21           | 7                | 143.17           |
| 7         | Richard Dornbush  | Stati Uniti | 219.27           | 4               | 80.24           | 8                | 139.03           |
| 8         | Yan Han           | Cina        | 216.85           | 10              | 73.18           | 6                | 143.67           |
| 9         | Chafik Besseghier | Francia     | 211.24           | 5               | 78.22           | 9                | 133.02           |
| 10        | Douglas Razzano   | Stati Uniti | 194.24           | 11              | 64.98           | 10               | 129.26           |
| 11        | Florent Amodio    | Francia     | 193.00           | 9               | 75.07           | 11               | 117.93           |

### Singolo femminile
| Posizione | Nome               | Nazionalità | Punteggio totale | Programma corto | Programma corto | Programma libero | Programma libero |
| --------- | ------------------ | ----------- | ---------------- | --------------- | --------------- | ---------------- | ---------------- |
| 1         | Elena Radionova    | Russia      | 203.92           | 1               | 67.28           | 1                | 136.64           |
| 2         | Julija Lipnickaja  | Russia      | 185.18           | 2               | 66.79           | 2                | 118.39           |
| 3         | Ashley Wagner      | Stati Uniti | 177.74           | 3               | 61.35           | 4                | 116.39           |
| 4         | Courtney Hicks     | Stati Uniti | 172.58           | 6               | 55.70           | 3                | 116.88           |
| 5         | Maé-Bérénice Méité | Francia     | 169.46           | 5               | 57.61           | 5                | 111.85           |
| 6         | Marija Artem'eva   | Russia      | 162.49           | 4               | 58.38           | 7                | 104.11           |
| 7         | Samantha Cesario   | Stati Uniti | 161.70           | 7               | 55.19           | 6                | 106.51           |
| 8         | Haruka Imai        | Giappone    | 154.70           | 8               | 54.72           | 8                | 99.98            |
| 9         | Eliška Březinová   | Rep. Ceca   | 144.29           | 10              | 48.28           | 9                | 96.01            |
| 10        | Veronik Mallet     | Canada      | 139.64           | 11              | 45.07           | 11               | 94.57            |
| 11        | Laurine Lecavelier | Francia     | 139.54           | 12              | 44.03           | 10               | 95.51            |
| 12        | Anna Ovcharova     | Svizzera    | 133.23           | 9               | 50.15           | 12               | 83.08            |

### Coppie
| Posizione | Nome                                    | Nazionalità | Punteggio totale | Programma corto | Programma corto | Programma libero | Programma libero |
| --------- | --------------------------------------- | ----------- | ---------------- | --------------- | --------------- | ---------------- | ---------------- |
| 1         | Ksenija Stolbova / Fëdor Klimov         | Russia      | 209.81           | 1               | 71.20           | 1                | 138.61           |
| 2         | Sui Wenjing / Han Cong                  | Cina        | 200.68           | 2               | 67.27           | 2                | 133.41           |
| 3         | Wang Xuehan / Wang Lei                  | Cina        | 181.97           | 3               | 63.25           | 4                | 118.72           |
| 4         | Alexa Scimeca / Chris Knierim           | Stati Uniti | 179.32           | 4               | 59.04           | 3                | 120.28           |
| 5         | Vanessa James / Morgan Ciprès           | Francia     | 167.88           | 5               | 54.20           | 5                | 113.68           |
| 6         | Nicole Della Monica / Matteo Guarise    | Italia      | 161.13           | 6               | 53.34           | 7                | 107.79           |
| 7         | Kirsten Moore-Towers / Michael Marinaro | Canada      | 159.13           | 7               | 51.07           | 6                | 108.06           |
| 8         | Miriam Ziegler / Severin Kiefer         | Austria     | 138.92           | 8               | 50.01           | 8                | 88.91            |

### Danza su ghiaccio
| Posizione | Nome                                    | Nazionalità   | Punteggio totale | Programma corto | Programma corto | Programma libero | Programma libero |
| --------- | --------------------------------------- | ------------- | ---------------- | --------------- | --------------- | ---------------- | ---------------- |
| 1         | Gabriella Papadakis / Guillaume Cizeron | Francia       | 166.66           | 1               | 64.06           | 1                | 102.60           |
| 2         | Piper Gilles / Paul Poirier             | Canada        | 157.58           | 2               | 61.90           | 2                | 95.68            |
| 3         | Madison Hubbell / Zachary Donohue       | Stati Uniti   | 152.11           | 3               | 60.19           | 3                | 91.92            |
| 4         | Sara Hurtado / Adrià Díaz               | Spagna        | 146.10           | 4               | 57.64           | 4                | 88.46            |
| 5         | Charlène Guignard / Marco Fabbri        | Italia        | 142.29           | 5               | 56.57           | 5                | 85.72            |
| 6         | Alexandra Paul / Mitchell Islam         | Canada        | 138.99           | 6               | 55.17           | 6                | 83.82            |
| 7         | Rebeka Kim / Kirill Minov               | Corea del Sud | 115.95           | 7               | 45.66           | 7                | 70.29            |